# Myrmecina flava
Myrmecina flava is een mierensoort uit de onderfamilie van de Myrmicinae. De wetenschappelijke naam van de soort is voor het eerst geldig gepubliceerd in 1985 door Terayama.